# Amphisbaena angustifrons
Amphisbaena angustifrons är en ödleart som beskrevs av  Cope 1861. Amphisbaena angustifrons ingår i släktet Amphisbaena och familjen Amphisbaenidae. Utöver nominatformen finns också underarten A. a. plumbea.